# Curtiss XO-30
Curtiss XO-30 là một dự án máy bay thám sát của Hoa Kỳ trong thập niên 1920.